# Ghent (Minnesota)
Ghent è un comune degli Stati Uniti d'America, situato nello Stato del Minnesota, nella contea di Lyon.